# Língua kumaoni
A língua kumaoni é uma língua indo-ariana setentrinal, do grupo das línguas centrais Pahari, falada até 1998 por 2,360,000 pessoas, mas com 2 011 286 falantes em 2011. Ela é falada em Uttarakhand, principalmente nos distritos de Almora, Nainital, Pithoragarh, Bageshwar, Champawat e Udham Singh Nagar bem como nas áreas de Himachal Pradesh e Nepal. Também é falada por Kumaonis residente em outros estados indianos; Uttar Pradesh, Assam, Bihar, Delhi e Madhya Pradesh.
As línguas centrais Pahari incluem a língua kumaoni e a língua garhwali (falada na divisão Garhwali da região de Uttarakhand). A língua kumaoni, como a garhwali, possui muitos dialetos regionais, falados em diferentes lugares de Uttarakhand. Entre seus dialetos, o Kumauni Central é falado em Almora e no norte de Nainital, o Kumauni do nordeste é falado em Pithoragarh, o Kumauni do sudeste é falado no Sudeste de Nainital, o  Kumauni do oeste é falado no oeste de Almora e Nainital.
Quase todos os falantes de Kumaoni também falam Hindi, uma das línguas oficias da Índia. Devido a uma série de razões (incluindo a predominância do hindi), o uso de Kumaoni está diminuindo muito rapidamente na região de onde é nativa. Devido a isso, a UNESCO classifica  o Kumaoni como um idioma da categoria  inseguro , que requer esforços consistentes de conservação.

## Dialetos
Embora os dialetos de Kumaoni não variem tanto quanto os dialetos da língua Garhwali, ela possui vários dialetos falados na região de Kumaoni. Não existe um método único de dividir esses dialetos, sendo que, de um modo geral, o kumaoni Kali (ou Central) é falado em Almora e no norte de Nainital. O  Kumaoni nordeste é falado em Pithoragarh. O Kumaoni sudeste é falado no sudeste de Nainital e o  Kumaoni ocidental é falado a oeste de Almora e Nainital.
Mais especificamente:
- O dialeto Johari é falado no vale Johar
- O dialeto Askoti em Askot
- O dialeto Bhabhri em Ramnagar
- O dialeto Chaugarkhiyali em Chaugarkha
- O dialeto Danpuriya em Danpur
- O dialeto Gangoli em Ganai-Gangoli (Gangolihat)
- O dialeto Johari em Malla e Talla Johar
- O dialeto Khasparjiya em Almora
- O dialeto Kumaiyya em Champawat
- O dialeto Pachhai em Pali-Pachhhau, Ranikhet, Dwarahat)
- O dialeto Rhau-Chaubyansi em  Nainital
- O dialeto Sirali de Sirakot, em Didiha
- O dialeto Soriyali do vale Sor, em Pithoragarh

Kumaoni não uma língua em perigo de extinção, mas o  Atlas das Línguas do Mundo em Perigo  da UNESCO a designa como um idioma na categoria  inseguro , o que significa que requer esforços consistentes de conservação. Quase todas as pessoas que falam e entendem Kumaoni também falam e entendem Hindi [carece de fontes?]. Predefinição:Country data Língua Kumaoni

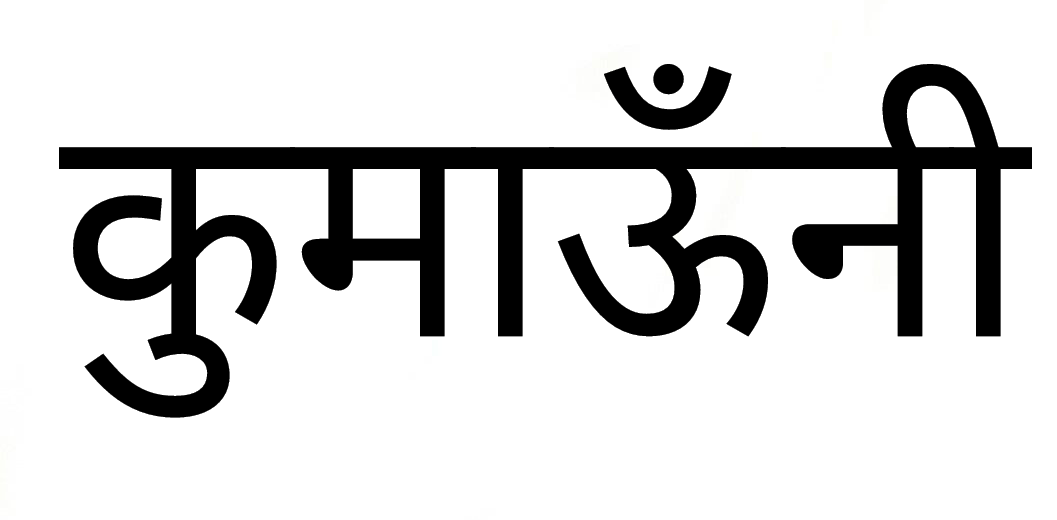
'Kumaoni' escrito em Devanagari

## Escrita
A linguagem Kumaoni é escrita em Devanagari. No entanto, historicamente, a escrita takri também foi usada como ocorreu para outras línguas Khas, mas foi completamente abandonada e substituída pelo Devanagari.

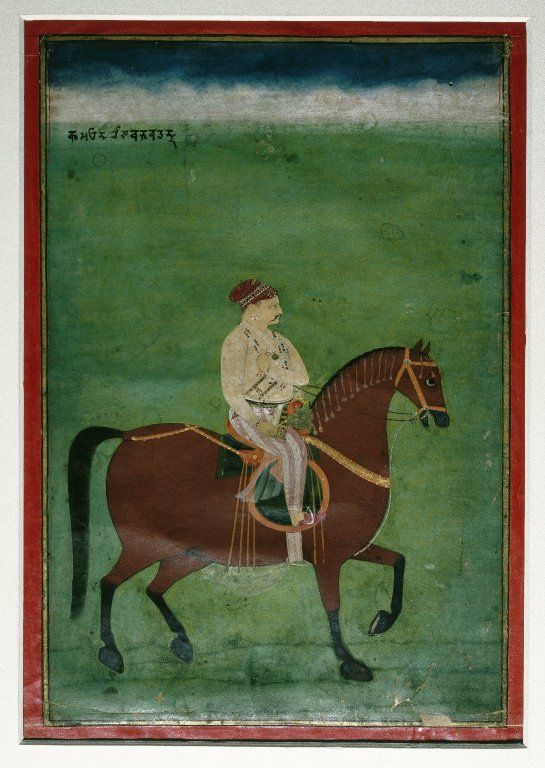
Pintura de Baj Bahadur com texto em Takri no canto superior direito

Além disso, houve descobertas recentes de inscrições na escrita Gupta (escrita que originou a escrita Takri) no Templo de Taleshwar, documentadas em "Duas placas de cobre de Taleshwar"

## História

Bandeira do Reino Kumaon

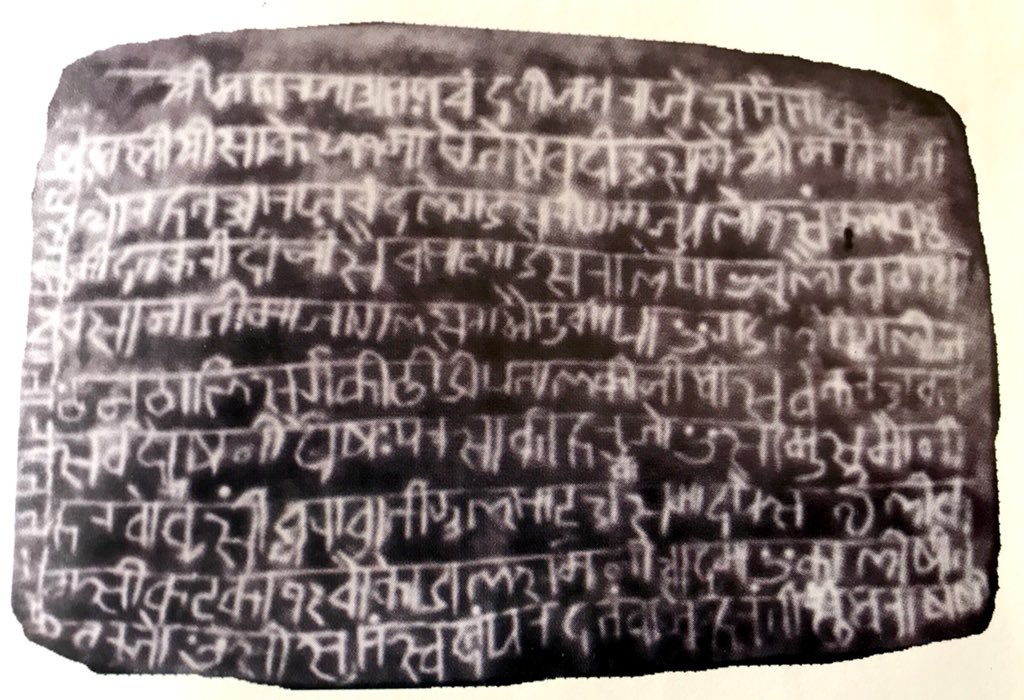
Kumaoni escrito em uma antiga inscrição de cobre de 989 d.C. usando Devanagari.

Vários textos Kumaoni das eras Katyuri e Chand foram encontrados em pedras de templos e também como inscrições em placas de cobre. Kumaoni era a língua oficial do Reino Kumaon

## Amostra de texto
(Lucas 1:28-31)

दूतल मरियमक पास ऐबेर कौ, “ओ मरियम, परमेश्वरकि किरपा तुमिं है रै!” मरियमल सोचौ, “यौ को छु, और यौ कसि किरपा छु?” तब परमेश्वरक दूतल कौ, डर झन, देख, तु अङ-भारि हबेर एक च्यल कैं जनम देलि, और तु उनर नाम यीशु धरिये।

Transliteração

dūtal mariyamak pās aeber kau, "o mariyam, parmeshwarki kirpā tumiṅ hae rae!" mariyamal socau, "yau ko chu, aur yau kasi kirpā chu?" tab parmeshwarak dūtal kau, ḍar jhan, dekh, tu aṅ-bhāri haber ek cyal kaeṅ janam deli, aur tu unar nām jīshu dhariye.
Português
28. E o anjo aproximou-se dela e disse: Salve, agraciada; o Senhor é contigo; bendita és tu entre as mulheres. 29. E quando ela o viu, ela ficou perturbada com o que ele disse, e lançou em sua mente que tipo de saudação deveria ser. 30. E o anjo lhe disse: Maria, não temas, porque achaste graça diante de Deus. 31. E eis que tu * conceberás em teu ventre e darás à luz um filho e chamarás o seu nome Jesus.